# Никола Антонов
Никола Антонов е български дипломат.

## Биография
Роден е в София, завършва Османския имперски лицей Галатасарай в Цариград и философия в Софийския университет. От 1909 до 1920 г. работи в Министерството на външните работи и изповеданията. Член на Демократическата партия и в началото на 1930-те години е редактор на нейния в. „Пряпорец“.
Директор и редактор на вестник „Бюлгари“ – орган на МВнР. Заедно с Димитър Михалчев е поддръжник на идеята за Интегрална Югославия. От март 1933 г. е назначен за пълномощен министър в Анкара, където е натоварен с преговорите със съветския политически представител там за възстановяване на дипломатическите отношения между България и СССР.
От август 1933 г. е представител на България в Обществото на народите в Женева. Пълномощен министър в Москва (1936 – 1939), Стокхолм (1939 – 1942) и в Анкара (1945 – 1946). Заплашен от преследване от комунистическия режим, е принуден да емигрира в Египет и САЩ. През следващите години сътрудничи на американското външно министерство и е сред близките сътрудници на Г. М. Димитров в емигрантската организация Български национален комитет. През 1971 г. се завръща в България.
Умира в София 8 години след завръщането си в родината.